# Scaphoideus hirsutus
Scaphoideus hirsutus är en insektsart som beskrevs av Chandrasekhara A. Viraktamath och Mohan 2004. Scaphoideus hirsutus ingår i släktet Scaphoideus och familjen dvärgstritar. Inga underarter finns listade i Catalogue of Life.